# James F. Collins

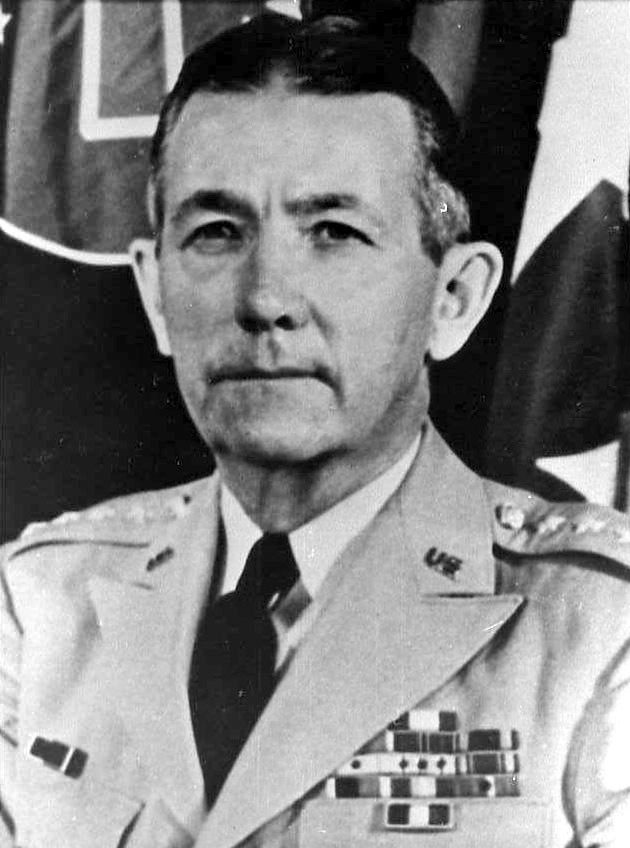
James Francis Collins

James Francis Collins (* 2. September 1905 in der Bronx, New York City, New York; † 22. Januar 1989 in McLean, Virginia) war ein US-amerikanischer Offizier, zuletzt Viersterne-General der United States Army.
In den Jahren 1923 bis 1927 durchlief James Collins die United States Military Academy in West Point. Nach seiner Graduation wurde er als Leutnant der Feldartillerie zugeteilt. In der Armee durchlief er anschließend alle Offiziersränge bis zum Viersterne-General.
In seinen jüngeren Jahren absolvierte er den für Offiziere in den niederen Rangstufen üblichen Dienst in verschiedenen Einheiten und Standorten. Zwischenzeitlich wurde er auch als Stabsoffizier eingesetzt. Vor dem Eintritt der Vereinigten Staaten in den Zweiten Weltkrieg war er auf Hawaii stationiert. Während des Kriegs war er auf dem pazifischen Kriegsschauplatz eingesetzt. Dort gehörte er unter anderem dem I. Korps an, wo er zunächst Stabsoffizier und dann bis März 1945 Stabschef war. Von April 1945 bis April 1946 kommandierte Collins die Artillerie des I. Corps. Anschließend absolvierte er bis 1947 das National War College.
Von 1947 bis 1950 war er Dozent am Command and General Staff College. Später war er Stabsoffizier im Pentagon und dann Kommandeur der United States Army Alaska. Von August 1956 bis Februar 1957 kommandierte er die 2. Infanteriedivision. Bis 1961 war er danach Leiter der Stabsabteilung G1 (Personalwesen) beim Department of the Army. Danach war er bis 1964 Kommandeur der damaligen United States Army, Pacific, einer Vorläuferorganisation der heutigen gleichnamigen aber anders gegliederten United States Army Pacific. In dieser Funktion löste er Isaac D. White ab. Nachdem Collins sein Kommando an John K. Waters übergeben hatte, ging er in den Ruhestand.
Im Jahr 1964 übernahm Collins die Leitung des Amerikanischen Rotes Kreuzes. Dabei lag ihm die medizinische Versorgung des amerikanischen Militärpersonals unter anderem auch der Soldaten im Vietnamkrieg besonders am Herzen. Er starb am 22. Januar 1989 in McLean in Virginia und wurde auf dem amerikanischen Nationalfriedhof Arlington beigesetzt.

## Orden und Auszeichnungen
James Collins erhielt im Lauf seiner militärischen Laufbahn unter anderem folgende Auszeichnungen:
- Army Distinguished Service Medal
- Legion of Merit
- Bronze Star Medal
- Air Medal
- American Defense Service Medal
- Asiatic-Pacific Campaign Medal
- World War II Victory Medal
- Army of Occupation Medal
- National Defense Service Medal
- Philippine Liberation Medal (Philippinen)
- Philippine Republic Presidential Unit Citation (Philippinen)
- Presidential Unit Citation